# Marco Estrada
Marco Andrés Estrada Quinteros (* 28. Mai 1983 in Viña del Mar) ist ein ehemaliger chilenischer Fußballspieler.

## Karriere

### Verein
Estrada, der als linker Außenverteidiger, in der Innenverteidigung, aber auch im Mittelfeld eingesetzt werden konnte, begann seine Profikarriere 2001 bei Everton de Viña del Mar. Bereits zuvor spielte er in der Nachwuchsabteilung des Klubs. Beim damaligen Zweitligisten kam Estrade bald zu seinen ersten Profieinsätzen. Zum Ende der Spielzeit 2003 schaffte das Team den Aufstieg in die Primera División. Zu dieser Zeit war der Defensivspieler bereits fester Bestandteil im Team und hatte großen Anteil am Erfolg. Nach einem guten ersten Jahr in der höchsten chilenischen Spielklasse folgte der Einbruch. Um sich zu verbessern, wechselte Estrada 2006 zu Ligakonkurrent CF Universidad de Chile. Dort erhielt er aufgrund seiner Schussstärke aus mittlerer Distanz und bei der Ausführung von Freistößen den Spitznamen El Cañonero azul (dt.: Das blaue Kanonenboot). Mit Universidad feierte Estrada 2009 den Gewinn der Apertura. Es war der erste Meisterschaftsgewinn für den Defensivspieler. Wie auch schon für Everton war Estrada bei Universidad eine wichtige Stütze innerhalb des Teams. Seine guten Leistungen blieben auch europäischen Teams nicht verborgen. Zur Saison 2010/11 entschloss sich Estrada deshalb zu einem Wechsel nach Europa, wo er beim französischen Ligue-1-Vertreter HSC Montpellier einen Vertrag unterzeichnete. Nach seinem Wechsel 2013 in die Vereinigten Arabischen Emirate erlitt er eine Knieverletzung, die dazu führte, dass er nach Beendigung des Vertrages und vorübergehender Vereinslosigkeit 2016 seine Karriere beim chilenischen Zweitligaverein CD San Luis de Quillota beendete.

### Nationalmannschaft
Im Januar 2006 berief ihn Trainer Nelson Acosta erstmals für die U-23-Nationalmannschaft. Im ersten Spiel gegen Dänemark erzielte er sogleich sein erstes Tor. Am 7. September 2007 debütierte er beim Länderspiel gegen die Schweiz das erste Mal in der A-Nationalmannschaft. Bei der Qualifikation zur WM 2010 konnte er mit Chile einen hervorragenden zweiten Platz hinter Gruppensieger Brasilien erreichen. Sein einziges Tor in der Qualifikation erzielte er mittels eines präzisen Freistoßes beim 4:0-Sieg gegen Bolivien in Santiago. Im Mai 2010 wurde er in den Kader für die Fußball-Weltmeisterschaft 2010 berufen. Dort kam er im dritten Spiel der Vorrunde zu seinem ersten und einzigen Einsatzes während des gesamten Turniers. Beim Spiel gegen Spanien erhielt der Allrounder bereits in der 37. Minute die Gelb-Rote-Karte und wurde so vom Feld verwiesen. Sein Team schied anschließend im Achtelfinale aus dem Wettbewerb aus.

## Titel und Erfolge
- Aufstieg in die Primera División mit Everton de Viña del Mar: 2003
- Apertura-Meisterschaft mit CF Universidad de Chile: 2009